# Egon Kühlbach
Egon Kühlbach ist ein deutscher Lokalhistoriker.

## Leben
Nach Entdeckung von Massengräbern im Internierungslager Fünfeichen des sowjetischen NKWD im Jahr 1990, in dem auch sein Vater starb, begann Kühlbach in Zusammenarbeit mit dem Regionalmuseum Neubrandenburg, Verzeichnisse über die ehemaligen Häftlinge des Lagers zu erstellen. Außerdem ist er Mitglied der Arbeitsgemeinschaft Fünfeichen.
Für seinen Einsatz für die historische Aufklärung eines in der DDR tabuisierten Themas wurde er 2012 mit dem Bundesverdienstkreuz ausgezeichnet.

## Ehrungen
- 2012: Verdienstkreuz am Bande der Bundesrepublik Deutschland

## Schriften
- „Schicksal Fünfeichen“. Gefangene im NKWD/MWD-Lager Fünfeichen 1945 bis 1948. Versuch einer Ermittlung. [2 Teile] Neubrandenburg: Regionalmuseum, 1991/1993.